# Inferno - Canto tredicesimo

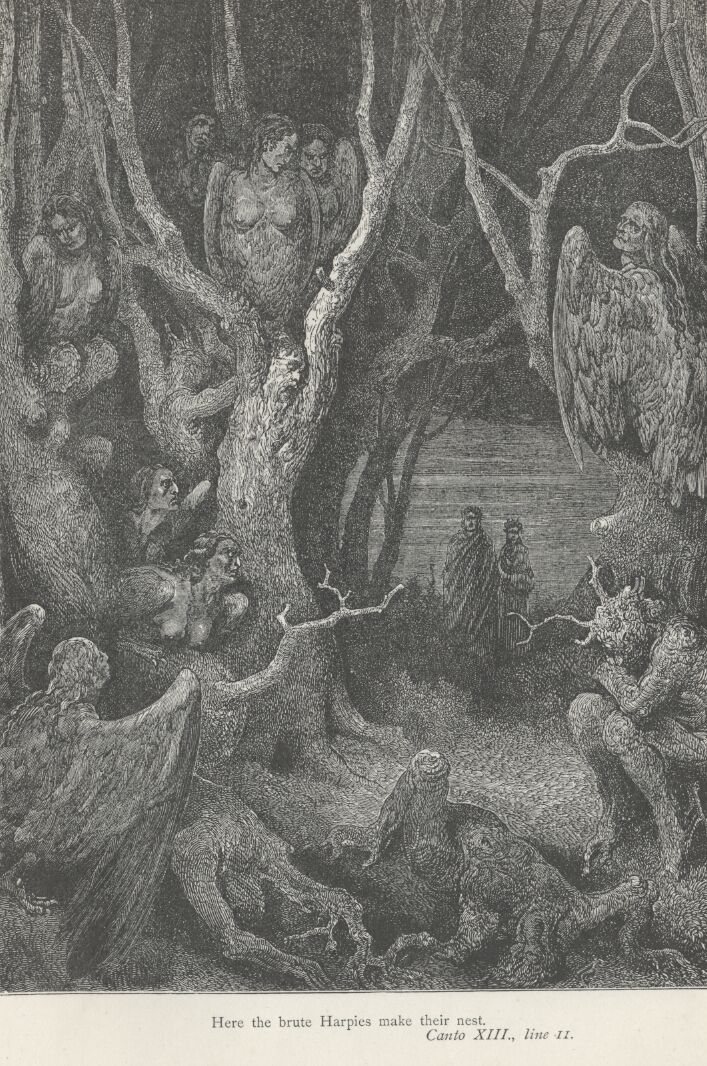
La selva dei suicidi, illustrazione di Gustave Doré

Il canto tredicesimo dell'Inferno di Dante Alighieri si svolge nel secondo girone del settimo cerchio, dove sono puniti i violenti contro sé stessi; siamo all'alba del 9 aprile 1300 (Sabato Santo), o, secondo altri commentatori, del 26 marzo 1300.

## Incipit
(Anonimo commentatore dantesco del XIV secolo)

## Analisi del canto

### La selva dei suicidi - versi 1-30

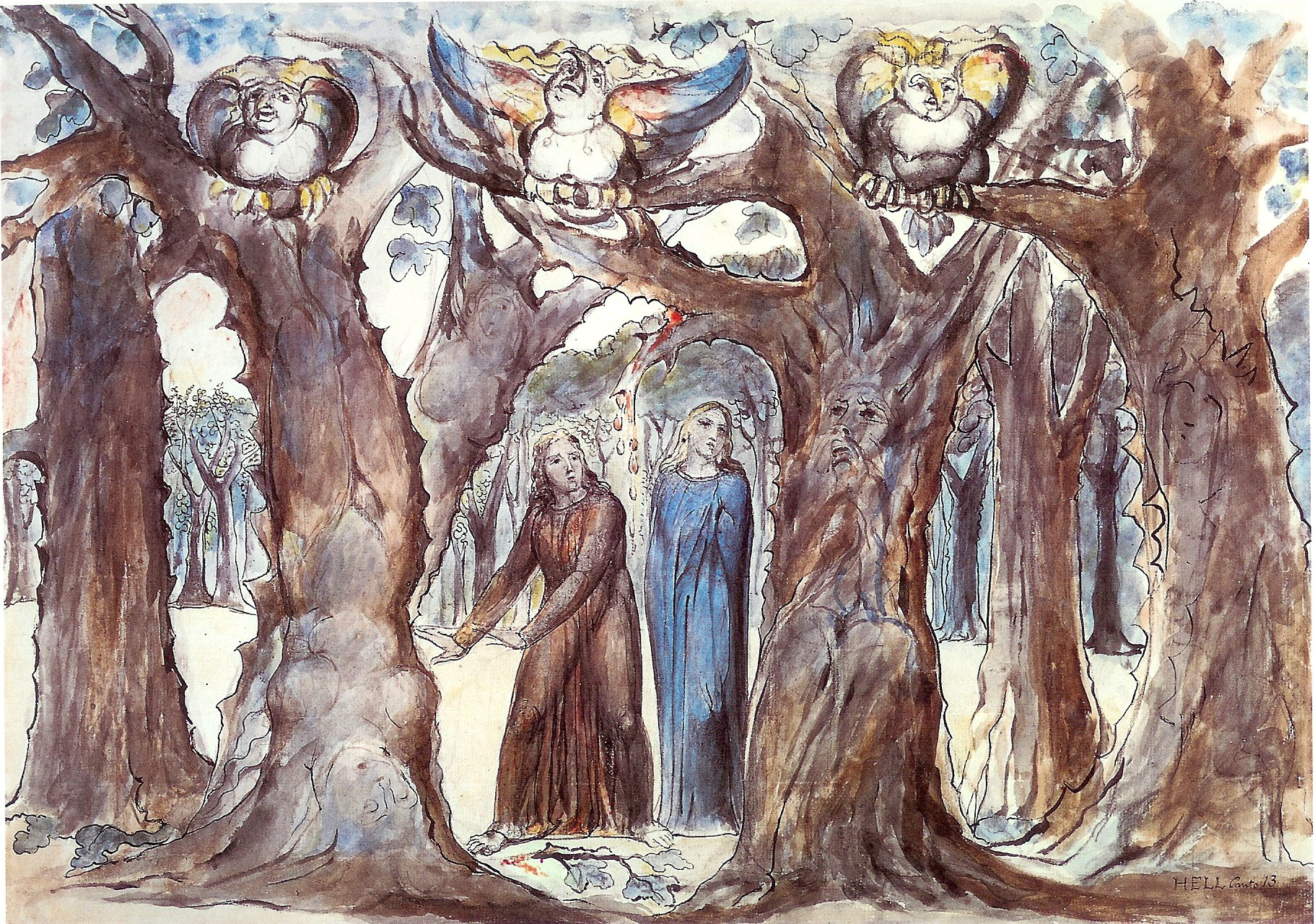
La scena del XIII canto, immaginata da William Blake

Dante e Virgilio, attraversato il Flegetonte grazie all'aiuto del centauro Nesso (incontro narrato nel canto precedente), si ritrovano in un bosco tenebroso. L'intero episodio ha un precedente evidente nell'Eneide virgiliana, al canto III, vv. 22 e seguenti. Non ci sono sentieri – fatto che verrà spiegato in seguito con la natura disordinata della vegetazione, nata casualmente, e con il fatto che farsi strada tra gli sterpi sia parte della pena degli scialacquatori – e Dante evoca il sinistro luogo con una celebre terzina scandita dalla tecnica retorica della privatio (o antitesi), secondo la struttura "Non... ma...", ripetuta per anafora nei vv. 1,4 e 7.
non rami schietti, ma nodosi e 'nvolti;

non pomi v'eran, ma stecchi con tòsco.»
(vv. 4-6)
L'anafora tra i due emistichi di ciascun verso rafforza un'antitesi anche stilistica: all'uniformità sintattica del primo emistichio si contrappone la varietà del secondo; mentre nei primi emistichi si nota una maggiore varietà fonetica, negli altri prevale l'uniformità. 
Non ci sono dunque piante verdi, ma di colore scuro; non rami dritti, bensì contorti e nodosi; nessun frutto, ma spine avvelenate. Dante arricchisce la descrizione con una similitudine: neppure le terre tra Cecina e Corneto (ossia la Maremma), abitate da bestie selvatiche che rifuggono i terreni coltivati, offrono una vegetazione così fitta e inospitale. Qui, aggiunge il poeta, nidificano le Arpie – le "brutte" Arpie, che nell'Eneide (III libro) scacciarono i Troiani dalle isole Strofadi con presagi funesti. Le Arpie sono descritte come creature dal corpo d'uccello e volto umano, ed emettono strani lamenti: "fanno lamenti in su li alberi strani" (v. 15), costruzione che presenta un iperbato, cioè una dislocazione dell'aggettivo rispetto al suo sostantivo. La descrizione delle Arpie è statica: esse non compiono azioni dirette nel canto, e Dante le descrive più come elementi di scena che come figure attive, come se le stesse evocando anziché osservando.
Virgilio, prima di entrare nella selva, ricorda a Dante che si tratta del secondo girone del settimo cerchio, riservato ai violenti contro sé stessi, e che dopo questo vi sarà il "sabbione" dei violenti contro Dio e contro natura. Aggiunge anche che Dante vedrà cose che non crederebbe se gliele raccontassero: un invito esplicito a osservare con attenzione.
Infatti Dante percepisce lamenti provenire da ogni dove, senza però vedere alcuna figura umana: sospetta dunque che le anime siano nascoste nella vegetazione. Virgilio, leggendo nel pensiero del discepolo, lo invita a spezzare un rametto da una pianta affinché la verità gli appaia chiaramente: "li pensier c'hai si faran tutti monchi" (v. 30). A partire dal verso 25, si nota l'adozione di uno stile articolato e ricco di figure retoriche, tipico del tono epistolare dei funzionari pubblici, come Pier della Vigna, che verrà incontrato poco più avanti. Un esempio è l'espressione "Cred'io ch'ei credette ch'io credesse", che contiene un polittoto, cioè la ripetizione della stessa parola con variazioni grammaticali.
Questa foresta è mostruosamente intricata, e Dante insiste nel descriverne gli aspetti più angoscianti affinché il lettore non cada nell'errore di immaginarla come un luogo ameno: qui non vi sono foglie, frutti o fiori; al posto del canto degli uccelli si odono le grida delle Arpie e i lamenti delle anime. Non dobbiamo immaginare maestosi alberi ad alto fusto, bensì sterpi e arbusti contorti, come quelli della Maremma, alti comunque abbastanza da permettere l'impiccagione di un corpo umano (come verrà specificato ai vv. 106-108).
È la selva dei violenti contro se stessi: suicidi e scialacquatori, come anticipato nella struttura dell'Inferno delineata nel canto XI. Per Dante la violenza contro sé stessi è più grave di quella contro il prossimo, in perfetta coerenza con la visione teologica di san Tommaso d'Aquino: il comandamento di "amare il prossimo tuo come te stesso" implica innanzitutto l'amore verso sé stessi, in quanto la persona umana è riflesso della grazia e della grandezza divina.
Questa selva richiama l'immagine del locus horridus, un luogo segnato da una natura aspra, sconvolta, oscura e animata da forze sovrannaturali misteriose e spaventose. Troviamo esempi simili nelle letterature classiche: in Euripide, in Virgilio (Eneide, III, vv. 13-68), in Ovidio e in Seneca.

### L'arbusto sanguinante - vv. 31-54

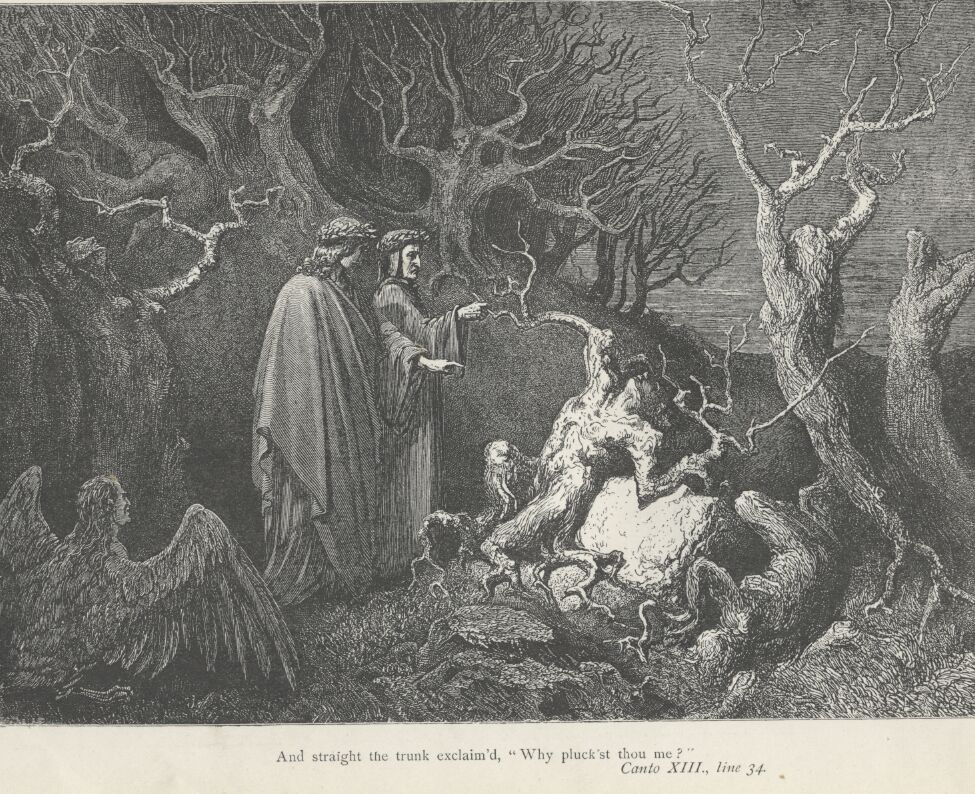
L'arbusto sanguinante, illustrazione di Gustave Doré

Dante coglie un ramicello da un grande arbusto e viene subito sorpreso dal grido: «Perché mi schiante?», seguito dal fuoriuscire di sangue scuro dal punto reciso. Subito dopo, dalla pianta provengono nuove parole: «Perché mi scerpi? / non hai tu spirto di pietade alcuno? / Uomini fummo, e or siam fatti sterpi» (vv. 35-37), cioè: "Perché mi laceri? Eravamo uomini, ora siamo trasformati in piante; la tua mano avrebbe dovuto mostrarsi più clemente". Dante, spaventato, lascia immediatamente il ramo.
Come quando si brucia un legno verde, da cui fuoriesce linfa da un'estremità mentre l'altra cigola emettendo vapore, così dalla frattura dell'arbusto «uscivan» parole e sangue. Dante usa il verbo al singolare per riferirsi a due soggetti ("parole" e "sangue"), costruzione retorica nota come zeugma.
Si tratta quindi di anime dannate trasformate in piante, in una forma di esistenza inferiore: tale degradazione ontologica rappresenta la punizione principale dei violenti contro sé stessi. Questa condizione paradossale si manifesta anche sul piano pratico nel corso del canto: non avendo un volto, i dannati non possono comunicare visivamente, e in due occasioni Dante e Virgilio non comprendono se l'anima abbia terminato di parlare o stia per proseguire, proprio perché non possono coglierne l'espressione.
La figura dell'albero sanguinante è ispirata al III libro dell'Eneide, dove si narra dell'episodio di Polidoro. Enea, sbarcato in Tracia, tenta di allestire un'ara e strappa alcuni rami da una pianta, ma dal legno troncato sgorga sangue. Solo dopo altri tentativi, la pianta parla: si tratta di Polidoro, ultimogenito di Priamo, che il re di Troia aveva mandato in segreto presso il re di Tracia affidandogli una grande quantità d'oro, mentre Troia era assediata. Il re tracio, per impadronirsi del tesoro, aveva assassinato Polidoro, il cui corpo, crivellato di frecce, era stato inghiottito dalla terra e trasformato in vegetazione. Polidoro esorta quindi Enea ad abbandonare quella terra maledetta. Al verso 48 Dante riconosce esplicitamente di aver tratto la scena da Virgilio, ed è lo stesso poeta latino che, in un elegante omaggio metanarrativo, afferma che Dante l'ha già veduta nella "sua rima".
A questo punto Virgilio osserva che, se Dante avesse conosciuto la verità, non avrebbe reciso il ramo. Tuttavia, aggiunge che il gesto era necessario ai fini del processo pedagogico e conoscitivo della Commedia: solo attraverso l'esperienza diretta Dante può apprendere la natura della pena inflitta ai dannati. In segno di riparazione per l'offesa arrecata, Dante promette all'anima che, se essa rivelerà la propria identità, egli la ricorderà tra i vivi, perpetuandone la memoria.

### Pier delle Vigne - vv. 55-78

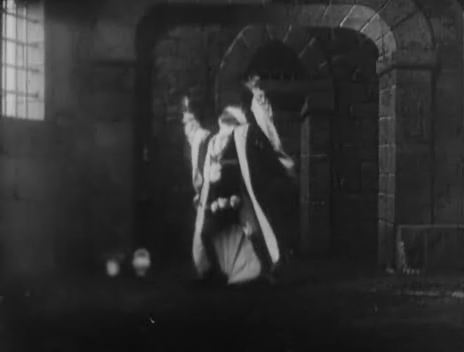
Pier delle Vigne cieco e imprigionato, versione cinematografica de L'Inferno (1911)

Il tronco, adescato dalle dolci parole di Dante, non può tacere e spera di non annoiarli se li "invischierà" un poco con i suoi discorsi. Si notino due verbi mutuati dal linguaggio venatorio, tipico passatempo della corte di Federico II di Svevia: adescare, cioè attirare con un'esca, e invischiare, ossia catturare con il vischio. Il tono della conversazione si eleva e diventa più ricercato e artificioso, con rime ardite, costruzioni intricate e un ampio uso di figure retoriche – ripetizioni, allitterazioni, metafore, similitudini, ossimori – che rendono il discorso simile allo stile cancelleresco delle lettere ufficiali di corte.
L'anima finalmente si presenta. Egli è colui che custodiva entrambe le chiavi del cuore di Federico II, quella che apre e quella che chiude (cioè il potere di dire "sì" e "no"), girandole con tanta dolcezza da essere l'unico a condividere i segreti dell'Imperatore. Compié questo alto ufficio con fedeltà, sacrificando prima il sonno e poi la vita. Ma quella meretrice che non manca mai presso le corti imperiali – l'invidia, nata dall'"ospizio di Cesare" – posò lo sguardo su di lui e infiammò contro di lui tutti gli animi. E questi, infiammati, infiammarono a loro volta l'Imperatore, che trasformò gli onori in lutti. Allora l'animo del dannato, colpito da un estremo sdegno, pensò di sfuggire al disprezzo del sovrano con la morte, e compì ingiustizia contro sé stesso pur essendo innocente. Tre volte ricorre qui la figura della ripetizione: infiammò / 'nfiammati / infiammar, disdegnoso / disdegno, ingiusto / giusto.
Sulle nuove radici del suo legno – a significare che la sua morte è recente – egli giura la propria innocenza, e chiede che, se uno dei due poeti farà ritorno tra i vivi, conforti la sua memoria ancora abbattuta del colpo dell'invidia.
In tutta questa lunga perifrasi il dannato non pronuncia mai il proprio nome, ma fornisce abbastanza indizi per identificarlo: si tratta di Pier della Vigna, influente ministro e uomo di lettere alla corte di Federico II. La sua carriera, brillantissima, raggiunse l'apice nel 1246 con la nomina a protonotaro e logoteta del Regno di Sicilia: di fatto il consigliere più potente e vicino all'Imperatore. Tuttavia, dopo la sconfitta di Vittoria nel 1248, Federico iniziò a perdere fiducia nel suo ministro. L'anno successivo, forse sospettato di complotto, Pier fu arrestato a Cremona e imprigionato a San Miniato, dove venne accecato con un ferro rovente. Si tolse la vita, pare, fracassandosi il capo contro il muro della cella.
La vicenda, atroce e controversa, destò enorme scalpore. Già in epoca dantesca circolavano voci infondate su presunti tradimenti; la storiografia moderna ha invece rilevato a suo carico un sospetto colloquio con Papa Innocenzo IV a Lione e alcuni significativi abusi di potere.
Dante, profondamente colpito, prova un senso di pietà sincera verso il dannato, tanto che non riusce a rivolgergli alcuna domanda: dovrà essere Virgilio a farlo per lui. Il poeta, nel canto, lascia intendere la sua convinzione nell'innocenza di Pier della Vigna, anche se da un punto di vista teologico questo rende ancor più grave il peccato: egli ha tolto la vita a un uomo innocente, cioè a sé stesso.

### Spiegazione di come i suicidi si trasformino in piante - vv. 79-108

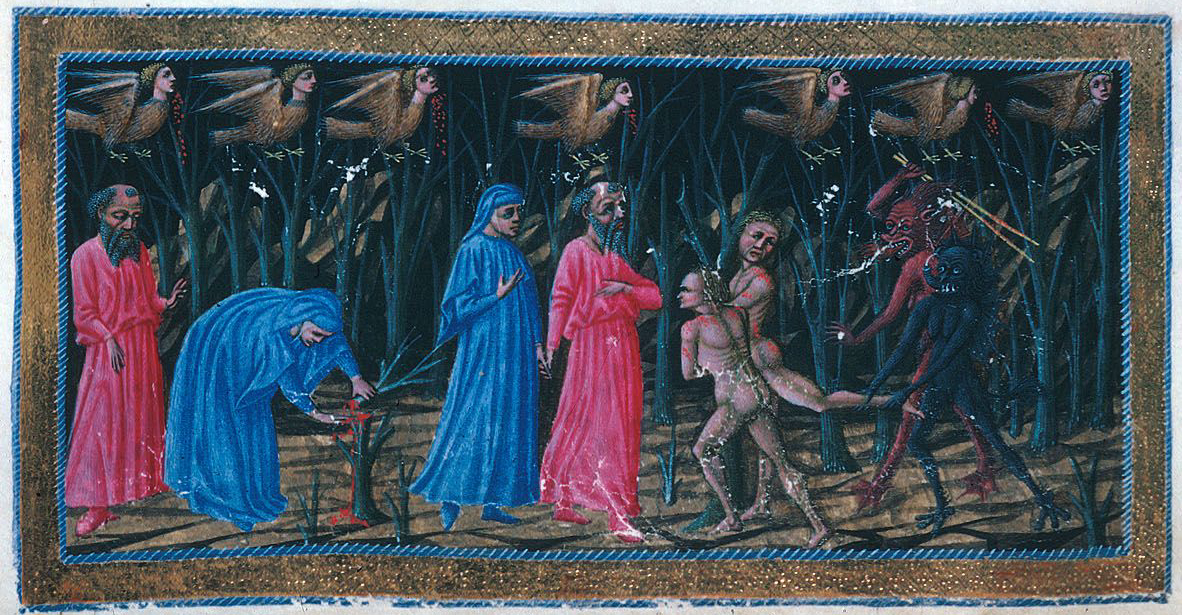
La selva dei suicidi, Priamo della Quercia (XV secolo)

Virgilio, su richiesta di Dante, domanda come le anime si trasformino in piante e se qualcuna di esse riesca mai a liberarsi da tale forma. Il tronco, ancora una volta, emette un forte soffio, e da quel "vento" nascono di nuovo le parole:
(parafrasi) «Brevemente vi sarà data risposta: quando l'anima feroce del suicida si separa dal corpo – corpo che essa ha abbandonato con violenza – Minosse, il giudice infernale, la invia nel settimo cerchio ("foce"), dove essa cade a caso nella selva, là dove la sorte la "balestra" (nuovo termine venatorio, che indica il lancio della preda o del dardo). Lì germoglia come un virgulto e si trasforma via via in un arbusto. Le Arpie, cibandosi delle sue foglie, le causano dolore, e questo dolore si manifesta in lamenti». Si tratta di un chiasmo tra la materia vegetale e la voce del dannato, che si rende percepibile solo attraverso la frattura dei rami, da cui scaturiscono sangue e parole.
Pier della Vigna prosegue spiegando che, dopo il Giudizio Universale, le anime dei suicidi dovranno trascinare i propri corpi nella selva e li appenderanno ciascuna al proprio tronco, senza potersi più ricongiungere ad essi. Infatti, non è giusto riottenere ciò che si è scelto di rifiutare: «non è giusto aver ciò c'om si toglie» (v. 105). Questa visione è un'invenzione esclusivamente dantesca: nessun teologo medievale afferma che i suicidi, dopo il Giudizio, debbano restare separati per sempre dal proprio corpo. L'immagine del bosco in cui i corpi impiccati dei dannati penzolano dai loro stessi tronchi è tra le più lugubri e angoscianti di tutto l'Inferno, e rappresenta con grande forza simbolica la condizione di irreversibile frattura tra corpo e anima.
Nel simbolismo medievale, l'anima era spesso associata al mondo vegetale. La mistica Ildegarda di Bingen (XII secolo), nel Liber Scivias, immagina l'anima divina come un albero, espressione visiva della sapienza e dell'ordine cosmico. Presso i popoli nomadi dell'antichità, la pianta era simbolo sia della vita – perché fruttifica – sia della sapienza divina. Nel Libro dei Proverbi (3,18), la sapienza è paragonata all'"albero della vita", mentre nel Libro di Isaia (61,3) si legge che le anime dei giusti saranno chiamate "querce di giustizia", destinate a ornare la "piantagione del Signore" per manifestarne la gloria. Anche in Dante, sebbene in chiave tragica e rovesciata, il simbolo vegetale conserva un potere allegorico profondo, collegato al destino eterno dell'anima.

### Gli scialacquatori - vv. 109-129

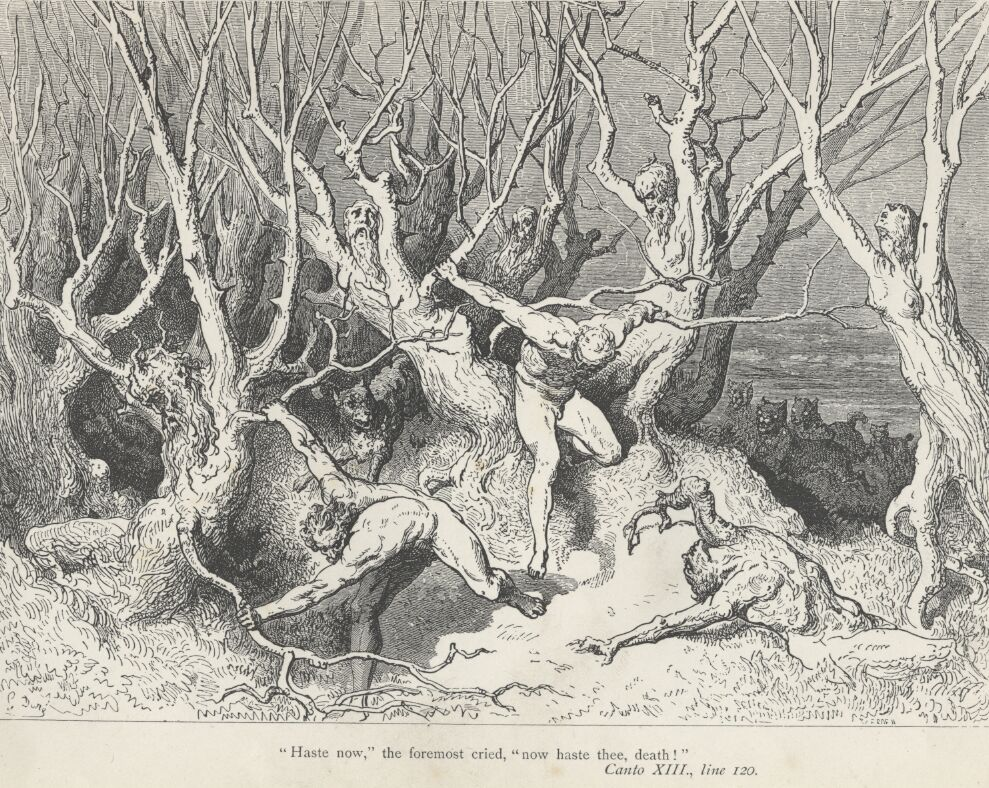
Gli scialacquatori, illustrazione di Gustave Doré

I due poeti sono ancora in attesa che il tronco proferisca altre parole, quando la scena cambia improvvisamente. Si odono rumori di caccia: come se si stesse avvicinando un cinghiale inseguito da cani e cacciatori, si sentono gli animali abbaiare, i richiami umani il frastuono dei rami spezzati. Ed ecco che, dal lato sinistro, Dante scorge due anime nude e graffiate che fuggono a precipizio attraverso la selva, spaccando rami e arbusti ovunque. Si tratta di un chiaro esempio di caccia infernale o caccia selvaggia, una rappresentazione tipica dell'immaginario medievale del caos e della punizione divina.
Il primo fuggitivo invoca: «Or accorri, accorri morte!», invocazione disperata che si riferisce probabilmente alla "seconda morte" dell'Apocalisse, auspicata come annullamento definitivo della pena. Il secondo lo apostrofa chiamandolo "Lano", e gli rinfaccia ironicamente che non correva così veloce quando partecipava alle Giostre del Toppo, dove era caduto in battaglia.
Sfinito, il secondo si nasconde dietro un cespuglio, ma subito sopraggiunge una muta di cagne nere, veloci come veltri, che lo raggiungono e lo dilaniano brutalmente, portando via le sue membra straziate.
I due dannati fuggiaschi sono, secondo lo schema del canto, violenti contro i propri beni, i cosiddetti "scialacquatori" – termine moderno, non attestato nel lessico dantesco, ma utile per la classificazione. Dalle loro parole si possono risalire le identità: il primo è Lano da Siena, probabilmente membro della brigata spendereccia senese, morto durante la battaglia delle Giostre del Toppo, in circostanze considerate ambigue (alcuni suppongono un suicidio per disperazione); il secondo è Jacopo da Sant'Andrea, noto per le numerose storie che lo dipingevano come dissipatore insensato delle proprie ricchezze.

### Il suicida fiorentino - vv. 130-151

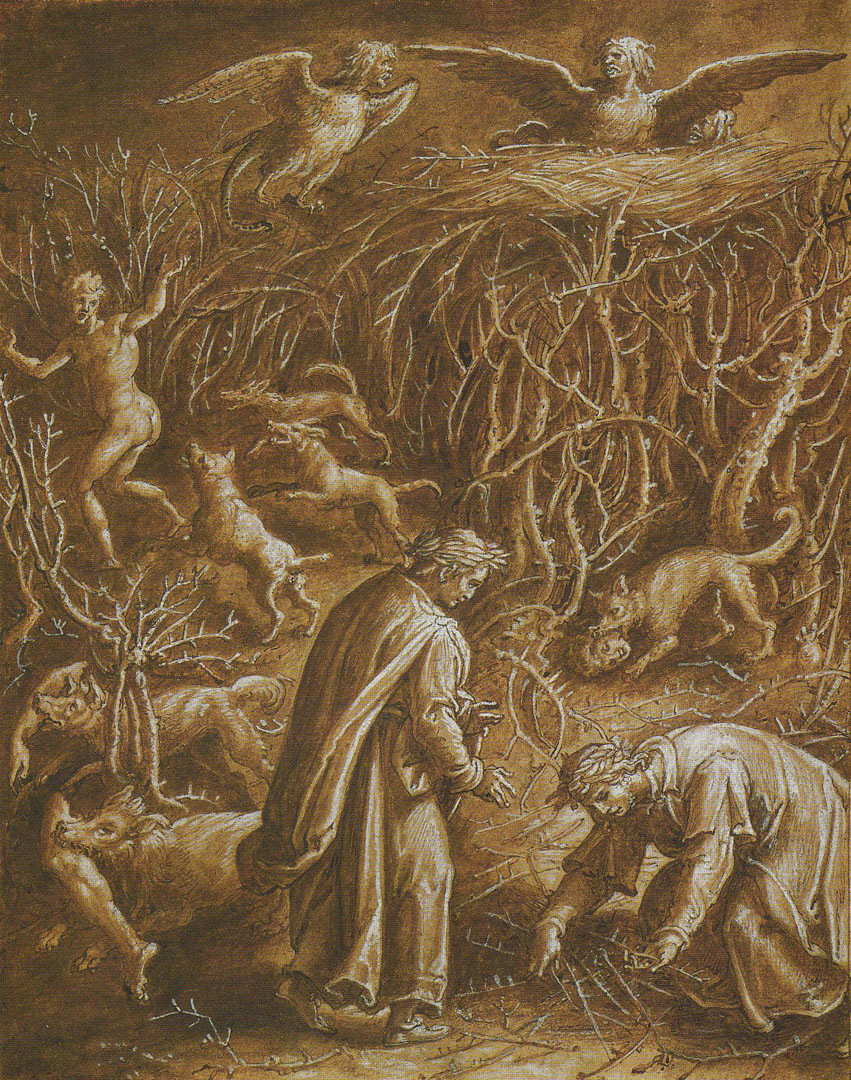
Dante raccoglie i ramoscelli nel bosco dei suicidi, illustrazione di Giovanni Stradano (1587)

Dopo la parentesi della caccia infernale, la scena torna silenziosa e meditativa. Virgilio indica a Dante il cespuglio presso cui Jacopo da Sant'Andrea è stato braccato e smembrato: si tratta, evidentemente, di un altro suicida, che ora si duole delle numerose ferite inflittegli durante l'assalto. Il cespuglio si lamenta contro Jacopo con parole amare: «Che t'è giovato di me far schermo? / Che colpa ho io de la tua vita rea?» (vv. 134-135), cioè "a che ti è servito usarmi come scudo? Che colpa ho io delle tue colpe?".
Virgilio gli chiede quindi di raccontare qualcosa di sé. Il cespuglio, con tono mesto e rassegnato, prega i due pellegrini di raccogliere le fronde strappate e deporle ai suoi piedi – gesto che Dante compirà, come si apprenderà nell'incipit del canto successivo. Poi inizia a parlare della propria città d'origine, Firenze, senza nominarla direttamente ma attraverso una lunga e colta perifrasi: dice infatti di essere nato nella città che cambiò il suo primo patrono con san Giovanni Battista, alludendo alla leggenda secondo cui l'antica Florentia romana fosse dedicata al dio Marte. Per questo motivo, sostiene, il primo padrone – dio della guerra e della discordia – continua a perseguitarla con la sua arte, rendendola sempre più infelice e travagliata.
Aggiunge che, per fortuna, almeno un frammento della sua statua è rimasto sul passaggio dell'Arno, altrimenti sarebbe stato vano l'impegno di coloro che la ricostruirono dopo la distruzione ad opera di Attila. Il dannato si riferisce alla statua che i fiorentini credevano raffigurasse Marte, collocata nei pressi dell'antico Ponte Vecchio, presso il vicolo Marzio. Questo frammento di statua mutilata – probabilmente la parte inferiore di un cavallo appartenente a una scultura equestre – era da tempo privo di identificazione certa. Poiché non si conoscono statue equestri del dio Marte, la critica moderna ha ipotizzato che si trattasse forse di un'effigie di Totila, re degli Ostrogoti, responsabile della distruzione di Firenze nel 550. Dante, come molti suoi contemporanei, attribuisce erroneamente tale distruzione ad Attila, re degli Unni.
La statua, considerata una sorta di palladio, cioè un oggetto sacro protettivo, era ritenuta da alcuni fonte di fortuna per la città. Quando fu travolta dall'alluvione del 1333, molti vi lessero un presagio funesto, poi associato alla peste nera del 1348. Al tempo di Dante, tuttavia, il frammento esisteva ancora e rappresentava un riferimento concreto nella memoria collettiva fiorentina.
Il canto si chiude con un verso secco e struggente, l'unico che alluda esplicitamente alla biografia del dannato: «Io fei gibetto a me de le mie case», ossia "io feci della mia casa il mio patibolo". Il termine gibetto, francesismo da gibet, indica il cappio o la forca. La frase evoca l'orribile scena di un'impiccagione domestica, consumata nel silenzio di una vita spezzata dalla solitudine e dalla disperazione. È una delle immagini più intense e tragiche dell'intero Inferno, specchio della crisi di molti individui nell'epoca del boom economico fiorentino, incapaci di reggere il peso delle aspettative sociali e della rovina personale.

## Il contrappasso
I suicidi sono trasformati in piante, una forma di vita inferiore, perché hanno rifiutato volontariamente la propria condizione umana dandosi la morte: per questa ragione, per analogia, non sono più degni di possedere il proprio corpo. Perfino dopo il Giudizio Universale, saranno gli unici a non ricongiungersi con esso: lo trascineranno invece nella selva e lo appenderanno ai propri rami, a suggello eterno della loro colpa.
La questione del sangue e delle ferite rappresenta un'aggravante della pena, ma può anche essere letta simbolicamente: coloro che versarono il proprio sangue con le proprie mani, ora lo vedono sgorgare sotto la violenza altrui, privati persino del controllo sul proprio dolore.
Gli scialacquatori, che dissiparono i propri beni e distrussero le loro ricchezze, sono puniti anch'essi per analogia: ora vengono fatti a pezzi, "a brano a brano", da fameliche cagne nere, incarnazione della furia che un tempo rivolsero contro se stessi e i propri averi.